# Ellie Cornell
Ellie Cornell (* 15. Dezember 1963 in Glen Cove, Long Island, New York) ist eine US-amerikanische Schauspielerin und Filmproduzentin.

## Leben und Karriere
Ellie Cornell begann ihre Karriere 1988 mit einer Nebenrolle in dem Spielfilm Die Mafiosi-Braut. International bekannt wurde sie mit Hauptrollen in den Horrorfilm-Klassikern Halloween IV – Michael Myers kehrt zurück (1988) und Halloween V – Die Rache des Michael Myers (1989). 1992 sollte sie an der Seite von Tom Hanks und Madonna in dem Film Eine Klasse für sich spielen, musste ihre Rolle aber zurückgeben, als sie schwanger wurde.
Cornell ist seit 1990 mit dem Filmproduzenten Mark Gottwald verheiratet und hat mit ihm zwei Kinder. 

## Filmografie (Auswahl)
- 1988: Die Mafiosi-Braut (Married to the Mob)
- 1988: Halloween IV – Michael Myers kehrt zurück (Halloween 4: The Return of Michael Myers)
- 1989: Halloween V – Die Rache des Michael Myers (Halloween 5: The Revenge of Michael Myers)
- 2003: House of the Dead
- 2005: All Souls Day: Dia de los muertos
- 2006: Room 6
- 2010: The Event (Fernsehserie, 1 Folge)
- 2011–2012: Femme Fatales (Fernsehserie, 4 Folgen)